# Consorti dei sovrani norvegesi
L'elenco che segue è un elenco delle sovrane di Norvegia, questo copre un considerevole lasso di tempo e nel corso dei secoli il ruolo della regina ha subito profondi mutamenti. Le sovrane stesse hanno imposto modifiche di propria mano, talune hanno governato fianco a fianco con i mariti ed altre ancora hanno retto il paese durante la minore età del figlio. Il matrimonio dell'erede al trono era sempre una questione emintemente politica e per questo veniva solitamente contratto con spose appartenenti ad altre famiglie reali, tanto che a lungo è stato vietato il matrimonio con donne non nobili. L'unione della Norvegia con la Danimarca e la Svezia ha fatto sì che le regine relative a quei periodi (1380-1814 e 1814-1905) siano indicate come sovrane anche di quei paesi.

## Bellachioma (872-970)
|                      |  | Inizio del regno | Termine del regno | Consorte di          | N° |
| -------------------- |  | ---------------- | ----------------- | -------------------- | -- |
| Gyda Eiriksdatter    |  | 872              | 930               | Harald I di Norvegia | 1  |
| Gunhild di Danimarca |  | 931              | 934               | Erik I di Norvegia   | 2  |

## Gorm (970-987)
|                   |  | Inizio del regno | Termine del regno | Consorte di           | N° |
| ----------------- |  | ---------------- | ----------------- | --------------------- | -- |
| Tove di Obotrites |  | 976              | 985 o 986         | Aroldo I di Danimarca | 3  |

## Bellachioma (995-1000)
|                   |  | Inizio del regno | Termine del regno | Consorte di        | N° |
| ----------------- |  | ---------------- | ----------------- | ------------------ | -- |
| Tyra di Danimarca |  | 998              | 9 settembre 1000  | Olaf I di Norvegia | 4  |

## Gorm (1000-1014)
|                    | | Inizio del regno | Termine del regno | Consorte di          | N° |
| ------------------ | --- | ---------------- | ----------------- | -------------------- | -- |
| Gunhild di Venedia | è identificata da diversi storici con Sigrid la Superba |                  |                   | Sweyn I di Danimarca | 5  |
| Sigrid la Superba  | taluni storici la identificano con la moglie precedente o addirittura ritengono che Sigrid sia una figura la cui vita è stata in gran parte frutto di una finzione postuma |                  |                   | Sweyn I di Danimarca | 6  |

## Bellachioma (1015-1028)
|                    |  | Inizio del regno | Termine del regno | Consorte di         | N° |
| ------------------ |  | ---------------- | ----------------- | ------------------- | -- |
| Astrid Olofsdotter |  | febbraio 1019    | 1028              | Olaf II di Norvegia | 7  |

## Gorm (1028-1035)
| Immagine | Nome              | Padre                                    | Nascita | Matrimonio | Divenne Consorte | Cessò di essere Consorte          | Morte        | Consorte               |
| -------- | ----------------- | ---------------------------------------- | ------- | ---------- | ---------------- | --------------------------------- | ------------ | ---------------------- |
|          | Emma di Normandia | Riccardo I, Duca di Normandia (Normanni) | 985     | 1028       | 1028             | 12 novembre 1035 morte del marito | 6 marzo 1052 | Canuto I d'Inghilterra |

## Bellachioma (1035-1319)
| Immagine | Nome                                      | Padre                                         | Nascita | Matrimonio          | Divenne Consorte                  | Cessò di essere Consorte           | Morte        | Consorte   |
| -------- | ----------------------------------------- | --------------------------------------------- | ------- | ------------------- | --------------------------------- | ---------------------------------- | ------------ | ---------- |
|          | Elisaveta Yaroslavna di Kiev              | Jaroslav I, gran principe di Kiev (Rjurikidi) | c. 1025 | inverno del 1043-44 | 25 ottobre 1047 ascesa del marito | 25 settembre 1066 morte del marito | c. 1067      | Harald III |
|          | Ingerid Swensdatter di Danimarca          | Sweyn II di Danimarca (Estridsen)             | ?       | c. 1067             | c. 1067                           | c. 1093 morte del marito           | ?            | Olaf III   |
|          | Margareta Fredkulla Ingesdotter di Svezia | Ingold I di Svezia (Stenkil)                  | 1080s   | c. 1101             | c. 1101                           | agosto 1103 morte del marito       | c. 1130      | Magnus III |
|          | Ingebjørg Guttormsdatter                  | Guttorm Toresson                              | ?       | ?                   | agosto 1103 ascesa del marito     | 29 agosto 1123 morte del marito    | ?            | Øystein I  |
|          | Malmfred di Kiev                          | Mstislav I, gran principe di Kiev (Rjurikidi) | c. 1105 | 1116 e 1120         | 1116 e 1120                       | 26 marzo 1130 morte del marito     | dopo il 1137 | Sigurd I   |
|          | Cristina di Danimarca                     | Canuto Lavard (Estridsen)                     | c. 1118 | c. 1132             | c. 1132                           | c. 1133                            | c. 1133      | Magnus IV  |

## Gille (1135-1162)
| Immagine | Nome                   | Padre                                          | Nascita | Matrimonio | Divenne Consorte          | Cessò di essere Consorte | Morte        | Consorte   |
| -------- | ---------------------- | ---------------------------------------------- | ------- | ---------- | ------------------------- | ------------------------ | ------------ | ---------- |
|          | Ingrid Ragnvaldsdotter | principe Ragnvald Ingesson di Svezia (Stenkil) | 1100/10 | c. 1134    | c. 1134                   | c. 1136 morte del marito | dopo il 1161 | Harald IV  |
|          | Ragna Nikolasdatter    | Nikolas Måse                                   | ?       | ?          | c. 1142 ascesa del marito | c. 1157                  | c. 1157      | Øystein II |

## Hardrada (1161-1184)
| Immagine | Nome                | Padre            | Nascita | Matrimonio | Divenne Consorte                  | Cessò di essere Consorte | Morte   | Consorte |
| -------- | ------------------- | ---------------- | ------- | ---------- | --------------------------------- | ------------------------ | ------- | -------- |
|          | Estrid Bjørnsdotter | Björn Byrdasvend | ?       | ?          | 4 febbraio 1161 ascesa del marito | c. 1176                  | c. 1176 | Magnus V |

## Sverre (1184-1319)
| Immagine | Nome                             | Padre                                         | Nascita          | Matrimonio         | Divenne Consorte                   | Cessò di essere Consorte          | Morte         | Consorte                     |
| -------- | -------------------------------- | --------------------------------------------- | ---------------- | ------------------ | ---------------------------------- | --------------------------------- | ------------- | ---------------------------- |
|          | Margherita Eriksdotter di Svezia | Erik IX di Svezia (Eric)                      | ?                | c. 1189            | c. 1189                            | 9 marzo 1202 morte del marito     | c. 1209       | Sverre                       |
|          | Margrete Skulesdatter            | Skule Bårdsson                                | c. 1208          | 25 maggio 1225     | 25 maggio 1225                     | 15 dicembre 1263 morte del marito | c. 1270       | Haakon IV                    |
|          | Rikissa Birgersdotter di Bjelbo  | Birger Magnusson di Bjelbo (Bjelbo)           | c. 1237          | c. 1251            | c. 1251                            | 5 maggio 1257 morte del marito    | dopo il 1288  | Haakon Haakonsson il giovane |
|          | Ingeborg di Danimarca            | Eric IV di Danimarca (Estridsen)              | c. 1244          | 11 settembre 1261  | 16 dicembre 1263 ascesa del marito | 9 maggio 1280 morte del marito    | c. 1287       | Magnus VI                    |
|          | Margherita di Scozia             | Alessandro III di Scozia (Dunkeld)            | 28 febbraio 1261 | c. 1281            | c. 1281                            | 9 aprile 1283                     | 9 aprile 1283 | Eric II                      |
|          | Isabella Bruce                   | Robert Bruce, VI signore di Annandale (Bruce) | c. 1272          | c. 1293            | c. 1293                            | 15 luglio 1299 morte del marito   | 1358          | Eric II                      |
|          | Eufemia di Rugia                 | Günther, conte di Arnstein                    | c. 1270          | primavera del 1299 | 15 luglio 1299 ascesa del marito   | c. 1312                           | c. 1312       | Haakon V                     |

## Folkung (1319-1387)
| Immagine | Nome                      | Padre                                     | Nascita | Matrimonio      | Divenne Consorte | Cessò di essere Consorte              | Morte           | Consorte   |
| -------- | ------------------------- | ----------------------------------------- | ------- | --------------- | ---------------- | ------------------------------------- | --------------- | ---------- |
|          | Bianca di Namur           | Giovanni I, marchese di Namur (Dampierre) | 1320    | 5 novembre 1335 | 5 novembre 1335  | 15 agosto 1343 deposizione del marito | 1363            | Magnus VII |
|          | Margherita I di Danimarca | Valdemaro IV di Danimarca (Estridsen)     | 1353    | 9 aprile 1363   | 9 aprile 1363    | 11 settembre 1380 morte del marito    | 28 ottobre 1412 | Haakon VI  |

## Pomerania (1412-1442)
| Immagine | Nome                  | Padre                               | Nascita       | Matrimonio      | Divenne Consorte | Cessò di essere Consorte | Morte          | Consorte |
| -------- | --------------------- | ----------------------------------- | ------------- | --------------- | ---------------- | ------------------------ | -------------- | -------- |
|          | Filippa d'Inghilterra | Enrico IV d'Inghilterra (Lancaster) | 4 giugno 1394 | 26 ottobre 1406 | 26 ottobre 1406  | 7 gennaio 1430           | 7 gennaio 1430 | Eric III |

## Palatinato-Neumarkt (1442-1448)
| Immagine | Nome                            | Padre                                                       | Nascita | Matrimonio        | Divenne Consorte  | Cessò di essere Consorte        | Morte            | Consorte   |
| -------- | ------------------------------- | ----------------------------------------------------------- | ------- | ----------------- | ----------------- | ------------------------------- | ---------------- | ---------- |
|          | Dorotea di Brandeburgo-Kulmbach | Giovanni, margravio di Brandenburgo-Kulmbach (Hohenzollern) | 1430/31 | 12 settembre 1445 | 12 settembre 1445 | 6 gennaio 1448 morte del marito | 10 novembre 1495 | Cristoforo |

## Bonde (1449-1450)
| Immagine | Nome                           | Padre                                 | Nascita | Matrimonio     | Divenne Consorte                   | Cessò di essere Consorte             | Morte            | Consorte |
| -------- | ------------------------------ | ------------------------------------- | ------- | -------------- | ---------------------------------- | ------------------------------------ | ---------------- | -------- |
|          | Katarina Karlsdotter di Bjurum | Karl Ormsson Gumsehuvud (Gumsehufvud) | 1418    | 5 ottobre 1438 | 20 novembre 1449 ascesa del marito | giugno 1450 marito perde la Norvegia | 7 settembre 1450 | Carlo I  |

## Oldenburg (1450-1814)
| Immagine               | Nome                                    | Padre                                                                    | Nascita          | Matrimonio       | Divenne Consorte                   | Cessò di essere Consorte                    | Morte            | Consorte      |
| ---------------------- | --------------------------------------- | ------------------------------------------------------------------------ | ---------------- | ---------------- | ---------------------------------- | ------------------------------------------- | ---------------- | ------------- |
|                        | Dorotea di Brandeburgo-Kulmbach         | Giovanni, margravio di Brandenburgo-Kulmbach (Hohenzollern)              | 1430/31          | 28 ottobre 1449  | 28 ottobre 1449                    | 21 maggio 1481 morte del marito             | 10 novembre 1495 | Cristiano I   |
| Interregno (1481–1483) |                                         |                                                                          |                  |                  |                                    |                                             |                  |               |
|                        | Cristina di Sassonia                    | Ernesto, elettore di Sassonia (Wettin)                                   | 25 dicembre 1461 | 6 settembre 1478 | 1483 ascesa del marito             | 20 febbraio 1513 morte del marito           | 8 dicembre 1521  | Giovanni      |
|                        | Isabella d'Asburgo                      | Filippo I di Castiglia (Asburgo)                                         | 18 luglio 1501   | 12 agosto 1515   | 12 agosto 1515                     | 20 gennaio 1523 deposizione del marito      | 19 gennaio 1526  | Cristiano II  |
|                        | Sofia di Pomerania                      | Boghislao X, duca di Pomerania (Greifen)                                 | 1498             | 9 ottobre 1518   | 4 luglio 1523 ascesa del marito    | 10 aprile 1533 morte del marito             | 13 maggio 1568   | Federico I    |
| Interregno (1533–1534) |                                         |                                                                          |                  |                  |                                    |                                             |                  |               |
|                        | Dorotea di Sassonia-Lauenburg           | Magnus I, duca di Sassonia-Lauenburg (Ascania)                           | 9 luglio 1511    | 29 ottobre 1525  | 4 luglio 1534 ascesa del marito    | 1 gennaio 1559 morte del marito             | 7 ottobre 1571   | Cristiano III |
|                        | Sofia di Meclemburgo-Güstrow            | Ulrico III, duca di Meclemburgo-Güstrow (Meclemburgo-Güstrow)            | 4 settembre 1557 | 20 luglio 1572   | 20 luglio 1572                     | 4 aprile 1588 morte del marito              | 14 ottobre 1631  | Federico II   |
|                        | Anna Caterina del Brandeburgo           | Gioacchino III Federico, elettore di Brandeburgo (Hohenzollern)          | 26 giugno 1575   | 27 novembre 1597 | 27 novembre 1597                   | 8 aprile 1612                               | 8 aprile 1612    | Cristiano IV  |
|                        | Sofia Amelia di Brunswick e Lüneburg    | Giorgio, duca di Brunswick-Lüneburg (Welfen)                             | 24 marzo 1628    | 1 ottobre 1643   | 28 febbraio 1648 ascesa del marito | 9 febbraio 1670 morte del marito            | 20 February 1685 | Federico III  |
|                        | Carlotta Amalia d'Assia-Kassel          | Guglielmo VI, langravio d'Assia-Kassel (Assia-Kassel)                    | 27 aprile 1650   | 25 giugno 1667   | 9 febbraio 1670 ascesa del marito  | 25 agosto 1699 morte del marito             | 27 marzo 1714    | Cristiano V   |
|                        | Luisa di Meclemburgo-Güstrow            | Gustavo Adolfo, duca di Meclemburgo-Güstrow (Meclemburgo-Güstrow)        | 28 agosto 1667   | 5 dicembre 1695  | 25 agosto 1699 ascesa del marito   | 15 marzo 1721                               | 15 marzo 1721    | Federico IV   |
|                        | Anna Sofia Reventlow                    | Conrad von Reventlow (Reventlow)                                         | 16 aprile 1693   | 4 aprile 1721    | 4 aprile 1721                      | 12 ottobre 1730 morte del marito            | 7 gennaio 1743   | Federico IV   |
|                        | Sofia Maddalena di Brandeburgo-Kulmbach | Cristiano Enrico, margravio di Brandeburgo-Kulmbach (Hohenzollern)       | 28 novembre 1700 | 7 agosto 1721    | 12 ottobre 1730 ascesa del marito  | 6 agosto 1746 morte del marito              | 27 maggio 1770   | Cristiano VI  |
|                        | Luisa di Gran Bretagna                  | Giorgio II di Gran Bretagna (Hannover)                                   | 7 dicembre 1724  | 11 dicembre 1743 | 6 agosto 1746 ascesa del marito    | 19 dicembre 1751                            | 19 dicembre 1751 | Federico V    |
|                        | Giuliana Maria di Brunswick-Lüneburg    | Ferdinando Alberto II, duca di Brunswick-Wolfenbüttel (Brunswick-Bevern) | 4 settembre 1729 | 8 luglio 1752    | 8 luglio 1752                      | 13 gennaio 1766 morte del marito            | 10 ottobre 1796  | Federico V    |
|                        | Carolina Matilde di Gran Bretagna       | Federico, principe di Galles (Hannover)                                  | 11 luglio 1751   | 8 novembre 1766  | 8 novembre 1766                    | 10 maggio 1775                              | 10 maggio 1775   | Cristiano VII |
|                        | Maria Sofia Federica d'Assia-Kassel     | Langravio Carlo d'Assia-Kassel (Assia-Kassel)                            | 28 ottobre 1767  | 31 luglio 1790   | 13 marzo 1808 ascesa del marito    | 14 gennaio 1814 il marito perde la Norvegia | 22 marzo 1852    | Federico VI   |

## Holstein-Gottorp (1814-1818)
| Immagine | Nome                                    | Padre                                                    | Nascita       | Matrimonio    | Divenne Consorte                  | Cessò di essere Consorte         | Morte          | Consorte |
| -------- | --------------------------------------- | -------------------------------------------------------- | ------------- | ------------- | --------------------------------- | -------------------------------- | -------------- | -------- |
|          | Elisabetta Carlotta di Holstein-Gottorp | Federico Augusto I, duca di Oldenburg (Holstein-Gottorp) | 22 marzo 1759 | 7 luglio 1774 | 4 novembre 1814 ascesa del marito | 5 febbraio 1818 morte del marito | 20 giugno 1818 | Carlo II |

## Bernadotte (1818-1905)
| Immagine | Nome                       | Padre                                             | Nascita         | Matrimonio     | Divenne Consorte                    | Cessò di essere Consorte                                                       | Morte            | Consorte           |
| -------- | -------------------------- | ------------------------------------------------- | --------------- | -------------- | ----------------------------------- | ------------------------------------------------------------------------------ | ---------------- | ------------------ |
|          | Désirée Clary              | François Clary                                    | 8 novembre 1777 | 17 agosto 1798 | 5 febbraio 1818 ascesa del marito   | 8 marzo 1844 morte del marito                                                  | 17 dicembre 1860 | Carlo III Giovanni |
|          | Giuseppina di Leuchtenberg | Eugène de Beauharnais (Beauharnais)               | 14 marzo 1807   | 19 giugno 1823 | 8 marzo 1844 ascesa del marito      | 8 luglio 1859 morte del marito                                                 | 7 giugno 1876    | Oscar I            |
|          | Luisa dei Paesi Bassi      | Principe Federico dei Paesi Bassi (Orange-Nassau) | 5 agosto 1828   | 19 giugno 1850 | 8 luglio 1859 ascesa del marito     | 30 marzo 1871                                                                  | 30 marzo 1871    | Carlo IV           |
|          | Sofia di Nassau            | Guglielmo, duca di Nassau (Nassau-Weilburg)       | 9 luglio 1836   | 6 giugno 1857  | 18 settembre 1872 ascesa del marito | 26 ottobre 1905 rinuncia del marito alla pretesa dopo che l'unione fu dissolta | 30 dicembre 1913 | Oscar II           |

## Schleswig-Holstein-Sonderburg-Glücksburg (1905-oggi)
| Immagine | Nome                  | Padre                                                | Nascita          | Matrimonio     | Divenne Consorte                   | Cessò di essere Consorte | Morte            | Consorte   |
| -------- | --------------------- | ---------------------------------------------------- | ---------------- | -------------- | ---------------------------------- | ------------------------ | ---------------- | ---------- |
|          | Maud di Gran Bretagna | Edoardo VII del Regno Unito (Sassonia-Coburgo-Gotha) | 26 novembre 1869 | 22 luglio 1896 | 18 novembre 1905 ascesa del marito | 20 novembre 1938         | 20 novembre 1938 | Haakon VII |
|          | Sonja Haraldsen       | Karl August Haraldsen                                | 4 luglio 1937    | 29 agosto 1968 | 17 gennaio 1991 ascesa del marito  | In carica                | -                | Harald V   |